# Vernonia subdentata
Vernonia subdentata là một loài thực vật có hoa trong họ Cúc. Loài này được J.Kost. miêu tả khoa học đầu tiên năm 1958.